# Sancho Garcés I de Pamplona
Sancho Garcés I (n. ¿Rocaforte?c. 875-m. ¿Resa?, 11 de diciembre de 925/926) fue «el primer rey de Pamplona en sentido estricto» reinando veinte años entre 905 y 925. Hijo de García Jiménez de Pamplona y de su segunda esposa, Dadildis de Pallars, fue el primer rey de la dinastía Jimena. Con su llegada al trono el territorio pamplonés se articuló definitivamente como reino, superando la etapa de caudillaje político-militar de la dinastía Íñiga precedente. En este sentido, Sancho Garcés debe ser considerado el primer rey de Pamplona propiamente dicho: «Es ahora, con Sancho Garcés I (905-925), cuando se forja realmente el armazón del nuevo reino de Pamplona.»

## Biografía
Su familia provenía probablemente de la comarca de Sangüesa. A la muerte de García I Íñiguez en el año 881, era gobernante de Valdonsella, pero pronto comenzó a intervenir en todos los territorios circundantes. Ocupó Pamplona cuando todavía reinaba Fortún Garcés, ayudado por Alfonso III de Asturias, junto con el conde de Pallars. Eliminados los derechos patrimoniales de los hijos de Fortún Garcés, estos recayeron en su nieta Toda, casada con Sancho Garcés I, que los hizo valer y se proclamó rey de Pamplona en 905, tras destronar a Fortún Garcés. Fue el primer rey de una nueva dinastía, la Jimena, y el primer rey de Pamplona propiamente dicho.
Al morir el conde de Aragón Galindo II Aznárez, Sancho Garcés I ocupó las tierras de Aragón soslayando los derechos sucesorios de todos. Esta fue la causa que justificó las luchas del gobernador musulmán de Huesca, Muhámmad al-Tawil, que tenía derechos sucesorios sobre el territorio por estar casado con Sancha Aznárez, hermana del conde. Se solucionó el problema al prometer en matrimonio a Andregoto Galíndez, hija del conde Galindo, con el hijo de Sancho Garcés I, el futuro rey García Sánchez I, que era todavía un niño.
Amplió considerablemente las fronteras meridionales del reino hasta llegar a tierras riojanas mediante una serie de campañas militares contra los musulmanes. Se anexionó estos territorios en el 923. La concordia con los vecinos Banu Qasi, típica de los tiempos de la anterior dinastía pamplonesa, dio paso a continuos enfrentamientos con estos. Conquistó Nájera ayudado por Ordoño II de León y estableció allí su corte, dotando de una organización definitiva al reino de Pamplona. Mientras las huestes de Ordoño tomaban Nájera, las de Sancho se apoderaban de Viguera.
Aliado con Ordoño II de León, venció a un ejército cordobés en San Esteban de Gormaz (917), pero fue derrotado por Abd al-Rahman III en la batalla de Valdejunquera (920). Durante su reinado, mantuvo una estrecha colaboración con el reino de León y el condado de Castilla. Tres de sus hijas fueron reinas de León por casamiento con otros tantos reyes y una fue esposa del conde castellano Fernán González.
Durante su reinado se comenzó a acuñar moneda, siendo el primer reino cristiano que usó tal regalía. Asimismo, aparece el sistema de tenencias, que se perpetuará en Navarra y Aragón hasta principios del siglo XIII.

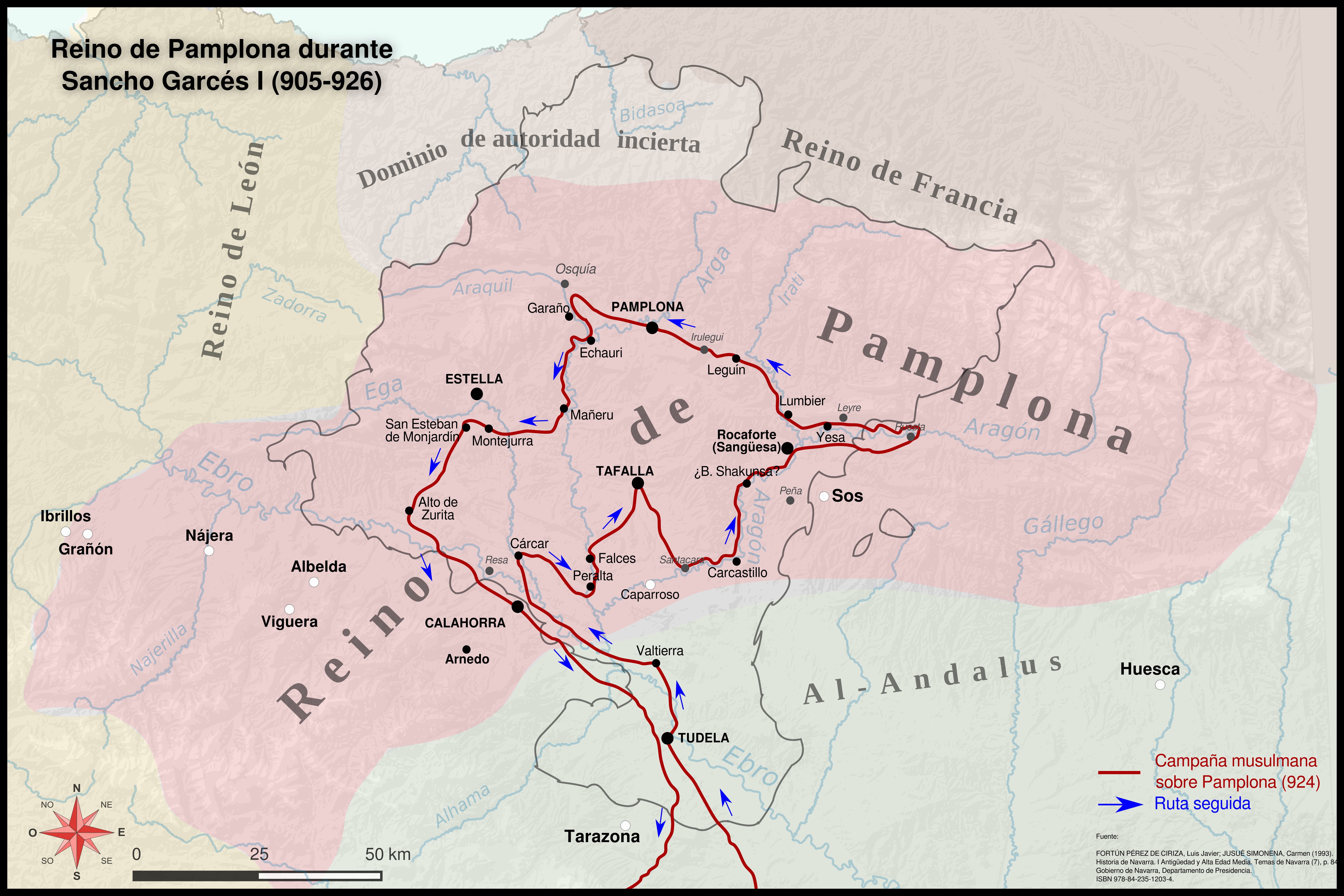
Reino de Pamplona a la muerte de Sancho Garcés I.

### Consecuencias de sus campañas de expansión territorial

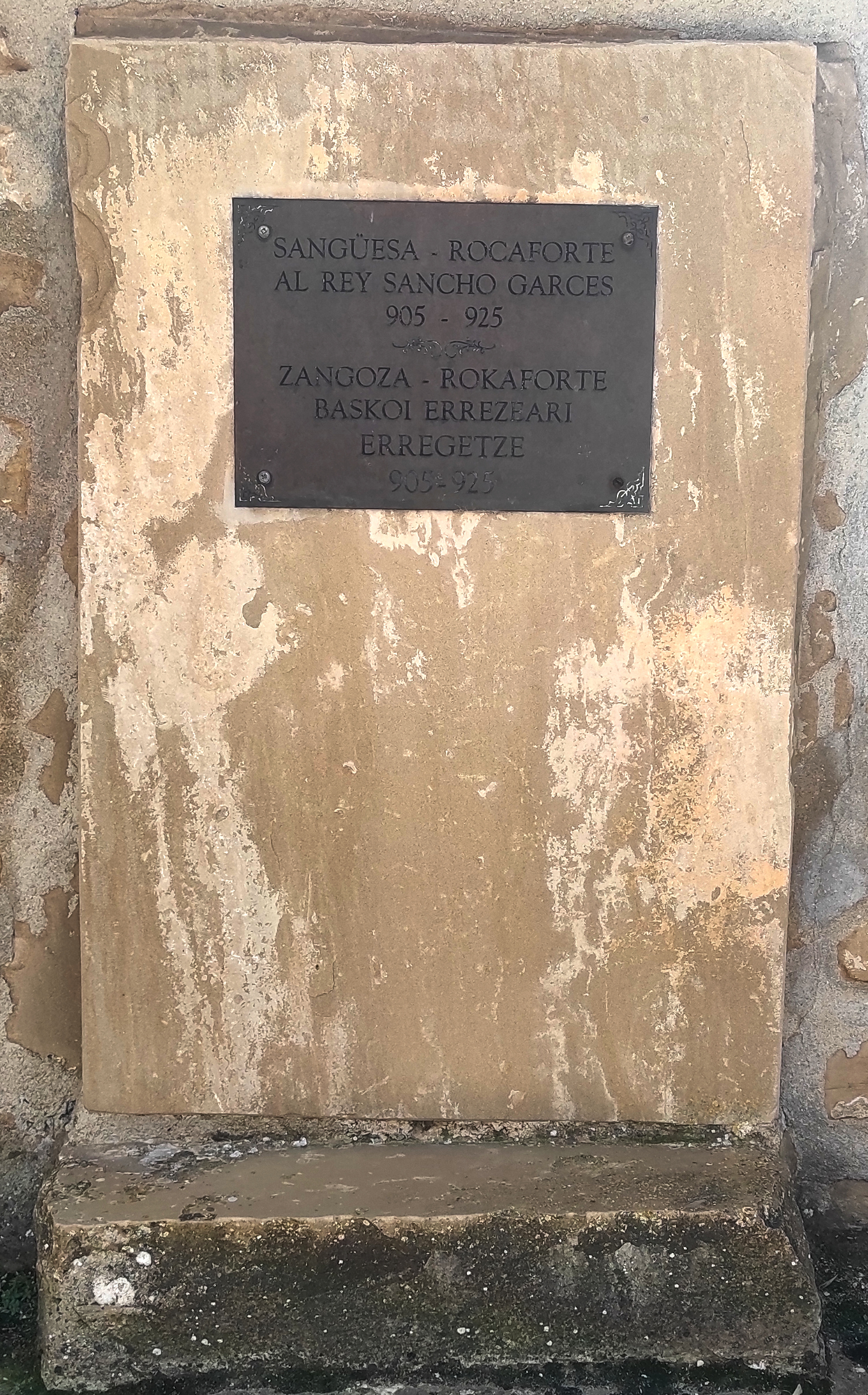
Placa homenaje al rey Sancho Garcés I (Rocaforte, Navarra)

El avance sobre territorio riojano no solo obedecía a las ansias expansionistas de la nobleza guerrera de la época, siempre ávida de riquezas fáciles —el rey no podía olvidar que la falta de progresos en la Reconquista fue uno de los principales motivos por los que su predecesor Fortún Garcés había sido derrocado.
Además, la anexión de La Rioja posibilitó descongestionar demográficamente las áreas alavesa y pamplonesa, imitar las formas de vida urbanas de Nájera y aprovechar el impulso cultural y religioso dado por el ejemplo del floreciente monacato riojano.
Fue también durante el reinado de Sancho Garcés I cuando el reino de Pamplona empezó a extender su influencia sobre Aragón. Aprovechando la decadencia carolingia, Sancho Garcés atrajo Aragón a su órbita casando a su heredero García Sánchez con la hija del conde de Aragón Galindo Aznar II, llamada Andregoto Galíndez. Esta unión mantuvo a Aragón entre los territorios regidos por la Corona pamplonesa al menos hasta la muerte de su tataranieto Sancho III el Mayor en 1035.

## Matrimonio y descendencia
De su matrimonio con Toda Aznárez nacieron un hijo y cinco hijas:
- Urraca Sánchez, casada con Ramiro II de León.[9]
- Onneca Sánchez de Pamplona, casada con Alfonso IV de León «el Monje»,[14][9] fue reina de León entre 926 y 931 el año en que falleció.
- Sancha de Pamplona, casada en primeras nupcias con Ordoño II de León,[9] en segundas con el conde alavés Álvaro Herraméliz y en terceras, con Fernán González,[9] conde de Castilla.
- García I Sánchez, rey de Pamplona, casado con Andregoto Galíndez y con Teresa Ramírez,[15] hija de Ramiro II de León y de Adosinda Gutiérrez.
- Velasquita o Belasquita Sánchez, casada en primeras nupcias con el conde alavés Munio Vélaz,[15] en segundas con Galindo de Ribagorza y en terceras con Fortún Galíndez.[14]
- Orbita de Pamplona,[15] probablemente casada con al-Tawil, gobernador de Huesca. Pudo ser hija póstuma, como hace suponer el significado de su nombre, «la huérfana».

El rey también tuvo una hija fuera de matrimonio, probablemente nacida mucho antes que los hijos legítimos, Lupa Sánchez quien, según el Códice de Roda, casó con Dato II de Bigorra y fue la madre del conde Raimundo de Bigorra.

## Muerte y sepultura
El rey Sancho Garcés I murió en las cercanías de Resa, a orillas del río Ebro, el 11 de diciembre del año 925 o de 926 y fue enterrado en el castillo de San Esteban de Deyo, en Villamayor de Monjardín.
Ibn Hayyan recogía así en el Muqtabis la noticia de su muerte en el año 314 de la Hégira (19 de marzo de 926-7 de marzo de 927):

En este año llegó la noticia de la muerte del tirano Sancho, rey de los vascones, en Pamplona, país enemigo que Dios destruya, tras la crucifixión del cadáver de Sulayman b. 'Umar b. Hafsun, a quien era similar en su perjuicio a los musulmanes y con quien coincidió en el trance mortal. Fue causa de su muerte que, al regresar de una campaña contra una nación enemiga a sus espaldas, victorioso y con botín, al llegar a su país y ver todas las preseas y cautivos que Dios le había otorgado, le entró una petulante euforia en medio de la cual lanzó su caballo al galope, hasta que le llevó a una sima que desconocía, donde se metió desbocado, arrojándolo a su profundidad y haciéndolo caer destrozado: de allí lo sacaron muerto. Dios lo maldiga, con lo que fue la alegría doble, y la gracia, inmediata.
Ibn Hayyan, al-Muqtabis

## Relevancia de su reinado

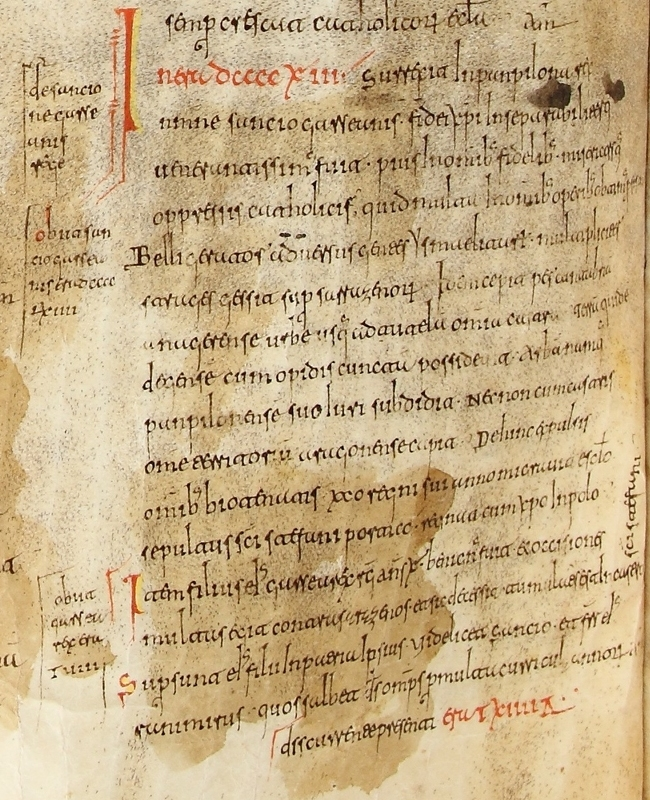
Pasaje de la Crónica Albeldense en el Códice Vigilano (RBME d-I-2, fol. 242v) referente al surgimiento del reino de Pamplona («surrexit in Pampilona») e informando de la muerte de Sancho Garcés I en 926 (al margen, «Obiit Sancio Garseanis era DCCCCLXIIII»)

Como afirman gran número de autores y expresamente menciona Luis Javier Fortún Pérez de Ciriza: «El reino de Pamplona debe su existencia a Sancho Garcés I (905-925), que asumió formalmente la realeza, logró que fuera plenamente reconocida por sus vecinos y le dotó de un soporte territorial amplio.» Al mismo tiempo que funda una nueva dinastía reinante que prevalece durante seis generaciones, «su figura se convirtió en prototipo y modelo para sus sucesores.»
En el Códice Vigilano se recoge la siguiente semblanza sobre este monarca:

«In era DCCCCXLIIII surrexit in Pampilona rex nomine Sancio Garseanis. Fidei Christi inseparabiliterque uenerantissimus fuit, pius in omnibus fidelibus misericorsque oppressis catholicis. Quid multa? In omnibus operibus obtimus perstitit. Belligerator aduersus gentes Ysmaelitarum multipliciter strages gessit super Sarrazenos. Idem cepit per Cantabriam a Nagerense urbe usque ad Tutelam omnia castra. Terram quidem Degensem cum opidis cunctam possideuit. Arbam namque Pampilonensem suo iuri subdidit, necnon cum castris omne territorium Aragonense capit. Dehinc expulsis omnibus biotenatis XXº regni sue anno migrauit a seculo. Sepultus Sancti Stefani portico regnat cum Christo in polo. (Obiit Sancio Garseanis era DCCCCLXIIII, A marg.)»
«En la era 944 [año 906] surgió en Pamplona un rey llamado Sancho Garcés. Fue inseparablemente devoto de la fe de Cristo, piadoso entre todos los fieles, misericordioso con los católicos oprimidos. ¿Qué más? Perserveró en todas sus obras. Beligerante contra las gentes ismaelitas, causó en muchas ocasiones estragos sobre los dominios sarracenos. Cruzando la parte de [la sierra riojana de] Cantabria, se apoderó de todas las fortalezas existentes entre la ciudad de Nájera hasta Tudel[ill]a. Tomó posesión de hecho de toda la tierra de Deyo con sus fortalezas. Sometió bajo su autoridad la tierra pamplonesa y, asimismo, tomó todo el territorio aragonés con sus fortalezas. Una vez expulsados todos los malvados, dejó este mundo en el vigésimo año de su reinado. Sepultado en el pórtico de San Esteban [de Deyo] fue sepultado, reina con Cristo en el cielo. (Al margen: Murió Sancho Garcés en la era 964 (año 926)»

Additio de regibus pampilonensibus de la Crónica Albeldense en el Códice Albeldense
Real Biblioteca del Monasterio de El Escorial, RBME d.I.2, fol., 976